# Американские листоносые
Американские листоносые, или листоносы, или листоносые летучие мыши, или американские листоносы (лат. Phyllostomidae), — семейство млекопитающих подотряда Yangochiroptera отряда рукокрылых.

## Общее описание
Наиболее морфологически многообразное семейство среди рукокрылых, чьи представители различаются размерами и внешним обликом. На конце морды у большинства видов имеется вертикальный, заострённый кожистый вырост (носовой листок); отсюда название семейства. Носовой листок обычно простой формы, в отличие от сходных выростов у подковоносых летучих мышей Старого Света; у ряда видов (брахифиллы, сферониктерис, складчатомордые и цветочные листоносы) редуцирован до кожных валиков и складок вокруг ноздрей. На нижней губе у листоносов часто имеются бородавки и сосочки. У сферониктерисов и складчатомордых листоносов под горлом находится широкая кожная складка, которая у спящих зверьков расправляется и полностью закрывает морду до оснований ушей.
Размеры широко варьируют: от очень мелких до наибольших среди американских летучих мышей (ложный вампир, Vampyrum spectrum, имеет длину тела до 13,5 см и размах крыльев до 1 м). Длина хвоста от 3 до 57 мм; иногда хвост отсутствует. У родов Artibeus и Stenoderma межбедренная перепонка редуцирована, но обычно она развита и поддерживается длинными шпорами. Крылья у листоносов широкие, обеспечивающие возможность медленного и очень манёвренного полёта и даже зависания на месте. Волосяной покров сильно изменчив по окраске: от тёмно-бурого до светло-оранжевого и чисто-белого (белый листонос); у некоторых видов окрас имеет сложные узоры, включая полосы на крыльях, голове и плечах. Уши различной формы и величины, с козелком. Разные виды разнятся по морфологии, которая приблизительно коррелирует с их образом жизни и рационом. Так, нектароядные виды невелики, с удлинённым мордами и длинными языками, имеющими ближе к концу «кисточку» из щетинковидных сосочков. Зубы небольшие и примитивные. Зубная система в целом сильно изменчива; количество зубов колеблется от 20 (Desmodus rotundus) до 34. Жевательная поверхность коренных зубов меняется в зависимости от типа питания: у плодоядных видов (Ametrida) она уплощённая, у насекомоядных снабжена многочисленными острыми бугорками. У кровососов сильно развита первая пара верхних резцов, имеющих очень острые вершины и задние лезвия.

## Образ жизни
Американские листоносые распространены в тропиках и субтропиках обеих Америк и о-вов Карибского бассейна, от юго-запада США (33° с. ш.) до северной Аргентины. Вместе с зайцегубыми и подбородколистыми летучими мышами это семейство образует монофилетическую группу, автохтонную для Южной Америки, где в ископаемом виде известны с раннего миоцена.
Обитают в самых различных биотопах: от пустынь до влажных тропических лесов. Активны ночью. День проводят в разнообразных убежищах, от затенённых до светлых: в пещерах, зданиях, дуплах деревьев, норах кроликов, кронах пальм и т. д. Держатся поодиночке или небольшими группами, реже крупными колониями, иногда из нескольких видов. Довольно распространена гаремная организация группы, когда убежище занимают 10-15 самок с разновозрастными детёнышами и один взрослый самец. Некоторые листоносы в холодный сезон мигрируют на юг (например, из юго-западных районов США). У всех видов в помёте 1 детёныш. Листоногие летучие мыши Lophostoma строят гнезда в действующих термитниках, привлеченные повышенной температурой, которая там наблюдается .
Характер питания очень разнообразен. В рацион разных видов входят насекомые, мякоть плодов, нектар и пыльца. Многие виды всеядны. Некоторые листоносы способствуют распространению растений, семена и плоды которых поедают, и опылению цветов, причём целый ряд растений Нового Света приспособлен к опылению только этими летучими мышами. Некоторые крупные листоносы поедают мелких позвоночных: ящериц, птиц, летучих мышей, грызунов. Например, Vampyrum spectrum способен убить щетинистую крысу (Proechimys) с себя размером, а бахромчатогубый листонос (Trachops cirrhosus) охотится на древесных лягушек, отыскивая их в первую очередь по брачным крикам. Вампиры (подсемейство Desmodontinae), питающиеся исключительно свежей кровью других млекопитающих и птиц, — единственные настоящие гематофаги среди теплокровных позвоночных.
Подобно остальным летучим мышам, листоносы ориентируются и разыскивают пищу при помощи ультразвуковых сигналов. У плодоядных видов, кроме того, хорошо развиты зрение и обоняние.

## Классификация
В семействе 48 (49) родов, объединяющих 143 вида. В семействе 7—8 подсемейств:
- Настоящие листоносы (Phyllostominae) — плотоядные, насекомоядные и плодоядные виды размером от мелких до очень крупных,
- Длинномордые листоносы (Glossophaginae) — мелкие виды, питающиеся нектаром и пыльцой. Часть видов выделается в подсемейство Lonchophyllinae,
- Короткохвостые листоносы (Carolliinae) — мелкие неспециализированные плодоядные летучие мыши,
- Фруктоядные листоносы (Stenodermatinae) — мелкие и средних размеров плодоядные виды, отличаются сильно укороченной мордой,
- Широконосые листоносы (Brachyphyllinae) — мелкие плодоядные и нектароядные виды, обитающие в Вест-Индии,
- Цветочные листоносы (Phyllonycterinae),
- Вампиры или кровососы (Desmodontinae) — крупные летучие мыши, специализированные к питанию кровью.

### Список видов
- Подсемейство Настоящие листоносы (Phyllostominae)[5]
  - Chrotopterus
    - Мохнатый листонос (Chrotopterus auritus)

  - Меченосы (Lonchorhina)
    - Меченос Томеса (Lonchorhina aurita)
    - Меченос Фернандеса (Lonchorhina fernandezi)
    - Lonchorhina inusitata
    - Меченос Маринкелле (Lonchorhina marinkellei)
    - Оринокский меченос (Lonchorhina orinocensis)

  - Macrophyllum
    - Длинноногий листонос (Macrophyllum macrophyllum)

  - Большеухие листоносы (Macrotus)
    - Калифорнийский листонос (Macrotus californicus)
    - Листонос Ватерхауса (Macrotus waterhousii)

  - Малые большеухие листоносы (Micronycteris)
    - Micronycteris brosseti
    - Micronycteris giovanniae
    - Волосатый большеухий листонос (Micronycteris hirsuta)
    - Micronycteris homezi
    - Micronycteris matses
    - Малый большеухий листонос (Micronycteris megalotis)
    - Micronycteris microtis
    - Белобрюхий листонос (Micronycteris minuta)
    - Micronycteris sanborni
    - Листонос Шмидта (Micronycteris schmidtorum)

  - Копьеносы Грея (Mimon)
    - Копьенос Беннетта (Mimon bennettii)
    - Mimon cozumelae
    - Полосатый копьенос (Mimon crenulatum)
    - Mimon koepckeae

  - Phylloderma
    - Копьенос Петерса (Phylloderma stenops)

  - Копьеносы (Phyllostomus)
    - Бледный копьенос (Phyllostomus discolor)
    - Длиннолистый копьенос (Phyllostomus elongatus)
    - Большой копьенос (Phyllostomus hastatus)
    - Гвианский копьенос (Phyllostomus latifolius)

  - Круглоухие листоносы (Tonatia)
    - Большой круглоухий листонос (Tonatia bidens)
    - Бразильский круглоухий листонос (Tonatia brasiliense)
    - Листонос Каррикера (Tonatia carrikeri)
    - Гватемальский круглоухий листонос (Tonatia evotis)
    - Tonatia saurophila
    - Листонос Шульца (Tonatia schulzi)
    - Белогорлый круглоухий листонос (Tonatia silvicola)

  - Trachops
    - Бахромчатогубый листонос (Trachops cirrhosus)

  - Vampyrum
    - Большой листонос (Vampyrum spectrum), или гигантский лжевампир
- Подсемейство Длинномордые листоносы (Glossophaginae)
  - Бесхвостые длинноносы (Anoura)
    - Anoura aequatoris
    - Anoura cadenai
    - Anoura canishina
    - Хвостатый длиннонос (Anoura caudifera)
    - Панамский длиннонос (Anoura cultrata)
    - Anoura fistulata
    - Бесхвостый длиннонос (Anoura geoffroyi)
    - Широкозубый длиннонос (Anoura latidens)
    - Anoura luismanueli
    - Anoura peruana

  - Длиннохвостые длинноносы (Choeroniscus)
    - Длиннонос Годмана (Choeroniscus godmani)
    - Малый длиннонос (Choeroniscus minor)
    - Большой длиннонос (Choeroniscus periosus)

  - Choeronycteris
    - Мексиканский длиннонос (Choeronycteris mexicana)

  - Длинноязыкие листоносы (Glossophaga)
    - Листонос Коммиссариса (Glossophaga commissarisi)
    - Серый длинноязыкий листонос (Glossophaga leachii)
    - Листонос Миллера (Glossophaga longirostris)
    - Мексиканский длинноязыкий листонос (Glossophaga morenoi)
    - Землеройковидный листонос (Glossophaga soricina)

  - Hylonycteris
    - Листонос Ундервуда (Hylonycteris underwoodi)

  - Листоносы Соссюра (Leptonycteris)
    - Южный длиннонос (Leptonycteris curasoae)
    - Длиннонос Соссюра (Leptonycteris nivalis)
    - Leptonycteris yerbabuenae

  - Lichonycteris
    - Бурый длинноязыкий листонос (Lichonycteris obscura)

  - Однолистые листоносы (Monophyllus)
    - † Monophyllus frater. Вид известен по скелетным остаткам с острова Пуэрто-Рико. Исчез в XVIII веке, по-видимому, в связи с вырубкой лесов и освоением человеком мест обитания[6].
    - Барбадосский листонос (Monophyllus plethodon)
    - Листонос Лича (Monophyllus redmani)

  - Musonycteris
    - Банановый листонос (Musonycteris harrisoni)

  - Scleronycteris
    - Склерониктерис (Scleronycteris ega)
- Подсемейство Lonchophyllinae
  - Lionycteris
    - Лиониктерис (Lionycteris spurrelli)

  - Нектароядные копьеносы (Lonchophylla)
    - Копьенос Бокерманна (Lonchophylla bokermanni)
    - Lonchophylla cadenai
    - Lonchophylla chocoana
    - Lonchophylla concava
    - Копьенос Декейзера (Lonchophylla dekeyseri)
    - Lonchophylla fornicata
    - Копьенос Хендли (Lonchophylla handleyi)
    - Западный копьенос (Lonchophylla hesperia)
    - Бразильский копьенос (Lonchophylla mordax)
    - Lonchophylla orcesi
    - Lonchophylla orienticollina
    - Lonchophylla pattoni
    - Панамский копьенос (Lonchophylla robusta)
    - Копьенос Томаса (Lonchophylla thomasi)

  - Platalina
    - Длинномордый копьенос (Platalina genovensium)

  - Xeronycteris
    - Xeronycteris vieirai
- Подсемейство Короткохвостые листоносы (Carolliinae)
  - Короткохвостые листоносы (Carollia)
    - Carollia benkeithi
    - Короткохвостый листонос (Carollia brevicauda)
    - Каштановый листонос (Carollia castanea)
    - Carollia colombiana
    - Carollia manu
    - Carollia monohernandezi
    - Очковый листонос (Carollia perspicillata)
    - Carollia sowelli
    - Серый короткохвостый листонос (Carollia subrufa)

  - Карликовые листоносы (Rhinophylla)
    - Мохнатый карликовый листонос (Rhinophylla alethina)
    - Карликовый листонос Фишера (Rhinophylla fischerae)
    - Карликовый листонос (Rhinophylla pumilio)
- Подсемейство Фруктоядные листоносы (Stenodermatinae)
  - Ametrida
    - Малый складчатоморд (Ametrida centurio)

  - Ardops
    - Доминиканский листонос (Ardops nichollsi)

  - Ariteus
    - Фигоядный листонос (Ariteus flavescens)

  - Фруктоядные листоносы (Artibeus)
    - Колумбийский фруктоядный листонос (Artibeus amplus)
    - Листонос Андерсена (Artibeus anderseni)
    - Ацтекский листонос (Artibeus aztecus)
    - Artibeus bogotensis
    - Серый листонос (Artibeus cinereus)
    - Гвианский листонос (Artibeus concolor)
    - Бахромчатый листонос (Artibeus fimbriatus)
    - Листонос Энтони (Artibeus fraterculus)
    - Серебристый листонос (Artibeus glaucus)
    - Artibeus gnomus
    - Мохнатый фруктоядный листонос (Artibeus hirsutus)
    - Artibeus incomitatus
    - Гондурасский листонос (Artibeus inopinatus)
    - Ямайский листонос (Artibeus jamaicensis)
    - Большой фруктоядный листонос (Artibeus lituratus)
    - Тёмный фруктоядный листонос (Artibeus obscurus)
    - Буроухий листонос (Artibeus phaeotis)
    - Плосколицый листонос (Artibeus planirostris)
    - Artibeus rosenbergi
    - Тольтекский листонос (Artibeus toltecus)
    - Artibeus watsoni

  - Centurio
    - Складчатомордый листонос (Centurio senex)

  - Большеглазые листоносы (Chiroderma)
    - Восточнобразильский листонос (Chiroderma doriae)
    - Гуаделупский листонос (Chiroderma improvisum)
    - Листонос Сальвина (Chiroderma salvini)
    - Малый большеглазый листонос (Chiroderma trinitatum)
    - Венесуэльский листонос (Chiroderma villosum)

  - Ectophylla
    - Белый листонос (Ectophylla alba)

  - Enchisthenes
    - Листонос Харта (Enchisthenes hartii)

  - Mesophylla
    - Листонос Макконнелла (Mesophylla macconnelli)

  - Phyllops
    - Серпокрылый листонос (Phyllops falcatus)

  - Белополосые широконосы (Platyrrhinus)
    - Platyrrhinus albericoi
    - Platyrrhinus angustirostris
    - Platyrrhinus aquilus
    - Широконос Эльдорадо (Platyrrhinus aurarius)
    - Короткомордый широконос (Platyrrhinus brachycephalus)
    - Колумбийский широконос (Platyrrhinus chocoensis)
    - Эквадорский широконос (Platyrrhinus dorsalis)
    - Platyrrhinus fusciventris
    - Широконос Хеллера (Platyrrhinus helleri)
    - Platyrrhinus incarum
    - Буроватый широконос (Platyrrhinus infuscus)
    - Platyrrhinus ismaeli
    - Белополосый широконос (Platyrrhinus lineatus)
    - Platyrrhinus masu
    - Platyrrhinus matapalensis
    - Platyrrhinus nigellus
    - Platyrrhinus nitelinea
    - Бразильский широконос (Platyrrhinus recifinus)
    - Зонтичный широконос (Platyrrhinus umbratus)
    - Большой широконос (Platyrrhinus vittatus)

  - Pygoderma
    - Ипанемский листонос (Pygoderma bilabiatum)

  - Sphaeronycteris
    - Сферониктерис (Sphaeronycteris toxophyllum)

  - Stenoderma
    - Красный фруктоядный листонос (Stenoderma rufum)

  - Желтоплечие листоносы (Sturnira)
    - Листонос Аратотомаса (Sturnira aratathomasi)
    - Двурезцовый листонос (Sturnira bidens)
    - Боготский листонос (Sturnira bogotensis)
    - Мохнатый желтоплечий листонос (Sturnira erythromos)
    - Sturnira koopmanhilli
    - Желтоплечий листонос (Sturnira lilium)
    - Горный желтоплечий листонос (Sturnira ludovici)
    - Листонос Льюиса (Sturnira luisi)
    - Большой желтоплечий листонос (Sturnira magna)
    - Sturnira mistratensis
    - Таламанканский листонос (Sturnira mordax)
    - Малый желтоплечий листонос (Sturnira nana)
    - Sturnira oporaphilum
    - Sturnira perla
    - Sturnira sorianoi
    - Желтоплечий листонос Томаса (Sturnira thomasi)
    - Тринидадский листонос (Sturnira tildae)

  - Листоносы-строители (Uroderma)
    - Листонос-строитель (Uroderma bilobatum)
    - Большемордый листонос (Uroderma magnirostrum)

  - Желтоухие листоносы (Vampyressa)
    - Желтоухий листонос Добсона (Vampyressa bidens)
    - Гвианский желтоухий листонос (Vampyressa brocki)
    - Листонос Мелиссы (Vampyressa melissa)
    - Полосатый желтоухий листонос (Vampyressa nymphaea)
    - Малый желтоухий листонос (Vampyressa pusilla)
    - Vampyressa thyone

  - Vampyrodes
    - Полосатолицый широконос (Vampyrodes caraccioli)
- Подсемейство Широконосые листоносы (Brachyphyllinae)
  - Широколисты (Brachyphylla)
    - Антильский широколист (Brachyphylla cavernarum)
    - Кубинский широколист (Brachyphylla nana)
- Подсемейство Цветочные листоносы (Phyllonycterinae)
  - Erophylla
    - Erophylla bombifrons
    - Жёлтый цветочный листонос (Erophylla sezekorni)

  - Светлые цветочные листоносы (Phyllonycteris)
    - Ямайский цветочный листонос (Phyllonycteris aphylla)
    - Phyllonycteris major
    - Кубинский цветочный листонос (Phyllonycteris poeyi)
- Подсемейство Вампировые, или кровососы (Desmodontinae)
  - Desmodus
    - Обыкновенный вампир (Desmodus rotundus)

  - Diaemus
    - Белокрылый вампир (Diaemus youngi)

  - Diphylla
    - Мохноногий вампир (Diphylla ecaudata)